# Elisa (série télévisée)
Pour les articles homonymes, voir Elisa.
Elisa (Elisa di Rivombrosa) est une série télévisée italienne en 52 épisodes de 50 minutes, créée par Cinzia TH Torrini et diffusée du 17 décembre 2003 au 1er décembre 2005 sur Canale 5.
En France, la série a été diffusée à partir du 7 janvier 2008 sur TF1.
Une série dérivée nommée La Figlia di Elisa (La fille d'Elisa), tournée en 2006 raconte la suite de cette aventure. Cette série, ayant été coproduite dans plusieurs pays européens, a mobilisé des moyens exceptionnels et connu un grand succès (en particulier en Italie et en Allemagne) pouvant réunir jusqu'à 14 millions de téléspectateurs. La série a été récompensée à plusieurs reprises, notamment celle de la meilleure série de l'année 2004, en Italie. 

## Synopsis
Cette série raconte la passion entre le comte Fabrizio Ristori et la dame de compagnie Elisa Scalzi sur fond de complots politiques, de jalousies, d'intrigues amoureuses, de combats et de courage dans l'Italie du XVIIIe siècle. C'est également une excellente peinture sociale de l'époque. L'intrigue se situe dans le cadre du Royaume de Piémont-Sardaigne, sous le règne du roi Charles-Emmanuel III de Sardaigne ainsi qu'au Royaume de Naples, dans un grand nombre de lieux différents (Palais royaux, châteaux, parcs, milieux urbains, paysages ruraux, villages, ports...). L'ensemble des saisons forme une véritable saga de la dynastie des Ristori di Rivombrosa entre 1767 et 1800.

## Distribution

### Acteurs principaux
- Vittoria Puccini (VF : Elisabeth Ventura) : la comtesse Elisa Scalzi-Ristori di Rivombrosa
- Alessandro Preziosi (VF : Arnaud Arbessier) : le comte Fabrizio Federico Giovanni Clemente Ristori di Rivombrosa
- Antonella Fattori (VF : Martine Irzenski) : la marquise Anna Ristori-Radicati di Magliano
- Cesare Bocci (VF : Bruno Magne) : Antonio Ceppi
- Jane Alexander : la marquise Lucrezia Adelaide Priscilla Van Necker
- Philippe Leroy : Charles-Emmanuel III
- Luca Ward (VF : Guillaume Orsat) : le duc Ottavio Ranieri
- Ralph Palka : le capitaine Terrazzani
- Marina Giordana : Artemisia Scalzi
- Pierluigi Coppola (VF : Alexis Victor) : Angelo Buondio
- Marzia Ubaldi (VF : Michèle André) : Amelia
- Sabrina Sirchia (VF : Natacha Muller) : Bianca Buondio
- Linda Batista : Isabella
- Carlotta Previati : la marquise Emilia Radicati di Magliano
- Eleonora Mazzoni (VF : Isabelle Gardien) : la marquise Margherita Maffei di Barbero

### Personnages récurrents
- Pamela Saino : Orsolina Scalzi (saison 1)
- Kaspar Capparoni : le comte Giulio Drago (saison 1)
- Regina Bianchi : la comtesse Agnese Ristori di Rivombrosa (saison 1)
- Riccardo Simone Sicardi : Martino (saison 1)
- Antonino Iuorio (VF : Vincent Grass) : le marquis Alvise Radicati di Magliano (saison 1)
- Antonio Salines : le marquis Jean Luc Bauville (saison 1)
- Giovanna Rei : la marquise Betta Maffei di Barbero (saison 1)
- Enrico Beruschi : le marquis Lelio Sorbelloni (saison 1)
- Vittorio Viviani : le marquis Ludovico Maffei di Barbero (saison 1)
- Valentina Beotti (VF : Isabelle Langlois) : Lucia Ceppi (saison 1)
- Antonio Cupo (VF : Philippe Valmont) : le capitaine Christian Grey / le prince Christian Caracciolo di Montesanto (saison 2)
- Victor Alfieri : Zanni LaMonte (saison 2)
- Sergio Assisi : le baron Nicola di Conegliano (saison 2)
- Fiorenza Marchegiani : Baronne Cristina di Conegliano (saison 2)
- Giovanni Guidelli (VF : Pierre Tessier) : Victor Benac (saison 2)
- Raffaello Balzo (VF : Cédric Dumond) : Armand Benac (saison 2)
- Marco Leonardi : Gaetano Capece (saison 2)
- Monica Scattini : Eugenia (saison 2)
- Daniel Tschirley : Martino (saison 2)
- Micol Santilli : la comtesse Agnese Ristori di Rivombrosa (saison 2)
- Elisabetta Pellini : Juliette Benac (saison 2)

## Épisodes

### Première saison (2003)
- Épisode 1 : La liste des conjurés
- Épisode 2 :  Fastes et sentiments
- Épisode 3 : Haine et passion
- Épisode 4 : Dernières volontés
- Épisode 5 : Indomptable Elisa
- Épisode 6 : Séjour en prison
- Épisode 7 : Proposition malhonnête
- Épisode 8 : Le moment de vérité
- Épisode 9 : Entre la vie et la mort
- Épisode 10 : Passion impossible
- Épisode 11 : Projet de mariage
- Épisode 12 : Sombres manigances
- Épisode 13 : Attentat contre le Roi
- Épisode 14 :   Reconnaissance
- Épisode 15 : Une union controversée
- Épisode 16 : A feu et à sang
- Épisode 17 :  Le destin s'acharne
- Épisode 18 : Le chagrin d’Élisa
- Épisode 19 : Prête à tout
- Épisode 20 : Double jeu
- Épisode 21 :  Tentative de meurtre
- Épisode 22 : Le guet-apens
- Épisode 23 : Faux témoignages
- Épisode 24 :  Pour l'amour de Fabrice
- Épisode 25 :  Pris au piège
- Épisode 26 :  Tout est bien, qui...

### Deuxième saison (2005)
1. Attente / Le grand jour
2. Le ciel s'assombrit
3. Le temps de la vengeance
4. L'embuscade
5. Le chagrin d'Elisa
6. Le grand départ
7. La traversée
8. Mais qui est Christian ?
9. Ennemie pour la vie
10. L'étoile de mer
11. Une pierre si précieuse
12. Jeu de séduction
13. Mystérieuse rencontre
14. L'odieux chantage
15. En prison !
16. Un stratagème diabolique
17. La bataille de Rivombrosa
18. L'étoile retrouvée
19. Un prince est né
20. L'armée du prince
21. Le duel
22. Pour l'amour d'Antoine
23. Frères ennemis
24. Le procès
25. Affaire classée
26. La dernière déclaration